# Куюки (Лаишевский район)
Куюки — опустевшее село в Лаишевском районе Татарстана. Входит в состав Куюковского сельского поселения.

## География
Находится в западной части Татарстана на расстоянии приблизительно 9 км по прямой на север-северо-запад от районного центра города Лаишево.

## История
Известно с периода Казанского ханства. В 1880 году была построена Покровская церковь, в 1884 году открыта церковно-приходская школа. Ныне запустело, превратилось в дачное место.

## Население
Постоянных жителей было: в 1782 году — 110 душ мужского пола, в 1859—600, в 1897—875, в 1908—979, в 1920—1060, в 1926—1186, в 1938—1002, в 1949—788, в 1958—469, в 1970—244, в 1979 — 90, в 1989 — 15, в 2002 — 5 (русские 60 %, татары 40 %), 1 в 2010.